# Cucumella
Cucumella é um género botânico pertencente à família Cucurbitaceae.

## Espécies
| - Cucumella aspera - Cucumella aetheocarpa - Cucumella bryoniifolia - Cucumella cinerea - Cucumella clavipetiolata - Cucumella engleri | - Cucumella jeffreyana - Cucumella kelleri - Cucumella reticulata - Cucumella ritchiei - Cucumella robecchii - Cucumella silentvalleyi |

1. ↑  «Cucumella — World Flora Online». www.worldfloraonline.org. Consultado em 19 de agosto de 2020